# Lago Niedersonthofener
El lago Niedersonthofener (en alemán: Niedersonthofenersee) es un lago situado en la región administrativa de Suabia, en el estado de Baviera (Alemania), a una elevación de 703 metros; tiene un área de 135 hectáreas. 